# Наумов, Донат Владимирович
Дона́т Влади́мирович Нау́мов (9 сентября 1921, Петроград — 1984, Ленинград) — советский зоолог и популяризатор науки, специалист по стрекающим. Доктор биологических наук (1962). Сотрудник Зоологического института АН СССР, заведующий Зоологическим музеем (1961—1984).

## Биография

### Ранние годы
Родился в 1921 году в Петрограде в семье офицера Владимира Александровича Наумова и Нины Борисовны Лоренц. Внук адмирала Александра Николаевича Наумова, племянник миколога Николая Александровича Наумова.
В школьные годы заинтересовался насекомыми и оставался энтомологом-любителем на протяжении всей жизни. В 1941 году поступил на биолого-почвенный факультет ЛГУ, но к обучению не приступил, поскольку осенью вступил в ряды народного ополчения. Участвовал в военных действиях на Ленинградском фронте: на Пулковских высотах, под Шлиссельбургом и на Ораниенбаумском пятачке. Был тяжело ранен весной 1943 года под Красным Бором. В январе 1944 года, во время снятия блокады, получил второе ранение, временно утратив зрение. После прохождения хирургической операции был эвакуирован в Иркутск, позднее в Ярославскую область. Восстановил зрение лишь частично (правосторонняя гемианопсия).

### Научная карьера
Осенью 1944 года приступил к обучению в университете, распределился на кафедру зоологии беспозвоночных, которой в те годы руководил Валентин Александрович Догель. В 1949 году, после защиты дипломной работы по гидроидам Охотского моря («К познанию фауны гидроидов дальневосточных морей»), поступил в аспирантуру в Зоологический институт АН СССР, где работал под руководством Павла Владимировича Ушакова. После защиты кандидатской диссертации по гидроидам СССР весной 1953 года получил должность младшего научного сотрудника Зоологического института. С 1954 года стал заведующим отделением губок и кишечнополостных. Докторскую диссертацию защитил в 1962 году. Был крупнейшим в СССР специалистом по гидроидным и сцифоидным, а также коралловым рифам.

### Экспедиционная работа
В первые послевоенные годы и 1950-х участвовал в экспедициях в дельту Волги, на Белое, Баренцево, Чёрное и Охотское моря, а также в совместных советско-китайских экспедициях 1958 и 1959—1960 годов на остров Хайнань (Южно-Китайское море) под руководством Евпраксии Фёдоровны Гурьяновой и Чжан Си. В 1960-х совершал поездки по научным учреждениям Югославии и Индии. В 1970-х участвовал в рейсах научно-исследовательских судов «Дмитрий Менделеев» (1971, 1977), «Академик Курчатов» (1973), «Витязь» (1975, 1979) по акваториям Австралазии и Полинезии, Атлантики (включая Карибское море) и Средиземному морю.

### Музейная работа
Работу в Зоологическом музее Зоологического института АН СССР Донат Владимирович Наумов начал в 1946 году в качестве экскурсовода (в то время он учился на 2-м курсе университета). Уже сотрудником в последние годы 1950-х, в период экспедиций в Южно-Китайское море, он при участии таксидермиста музея Михаила Абрамовича Заславского смог воплотить свои идеи по созданию по материалам экспедиций трёх витрин, знакомящих с устройством сообществ коралловых рифов и мангровых зарослей.
После вступления в должность руководителя музея в 1961 году он деятельно занялся развитием экспозиции, причём многие технические работы осуществлял лично. В этот период в музее значительно увеличилось число новых «биогрупп» — витрин и диорам, где экспонаты размещены в характерном экологическом окружении (в основном работы М. А. Заславского). Была создана витрина, посвящённая простейшим, а также несколько информационных и тематических стендов (по строению позвоночных, прикладному значению некоторых групп беспозвоночных и позвоночных и другие). К числу экспонатов добавились такие уникальные объекты, как вестиментиферы и латимерия (последняя в виде муляжа).
В первые же годы руководства музеем им была реализована идея прежнего заведующего Всеволода Борисовича Дубинина: в результате длительной и трудоёмкой процедуры витрина Берёзовского мамонта была перемещена из второго зала, где он находился посреди экспозиции хрящевых рыб, в третий зал — в экспозицию млекопитающих. В дальнейшем в этой части музея сформировался «Мамонтовый зал», где сейчас размещены многочисленные остатки ископаемых хоботных. В 1980 году Д. В. Наумов составил первое в послевоенный период подробное описание экспозиции музея.
Занимая одну из руководящих должностей в институте, представлял результаты исследований Зоологического института на Выставке достижений народного хозяйства, а также сопровождал экспонаты музея (прежде всего, скелеты мамонтов) на выставки в музеи Гавра (Франция), Гётеборга (Швеция) и Окаямы (Япония).
В начале 1960-х годах по инициативе Д. В. Наумова на базе Зоологического музея, кроме уже существовавшего энтомологического кружка Алексея Константиновича Загуляева, открылся под руководством Евгения Александровича Нинбурга новый юннатский кружок, который за несколько лет своего существования успел совершить несколько экспедиций (в Лужский район Ленинградской области и в Кандалакшский залив Белого моря), а после закрытия был воссоздан на базе школы-интерната № 45 как Лаборатория экологии морского бентоса.

### Семья
Был женат на Татьяне Александровне Гинецинской (1917—2009), которая также была зоологом, специалистом в области паразитологии и профессором кафедры зоологии беспозвоночных ЛГУ. Их сын Андрей Донатович Наумов (род. 1946) — морской биолог, эколог донных сообществ, главный научный сотрудник ББС ЗИН РАН.

## Публикации
Автор более 100 научных публикаций и ряда научно-популярных изданий. Входил в число авторов статей Большой советской энциклопедии и справочного пособия «Жизнь животных».
Работал в составе коллектива авторов школьного учебника «Зоология» под редакцией директора Зоологического института Б. Е. Быховского. Учебник впервые вышел в свет в 1969 году и выдержал более 15 переизданий ещё при жизни Д. В. Наумова, причём в последних из них он выступал в качестве редактора, сменив умершего в 1974 году Быховского.

### Научные публикации
- Наумов Д. В. Гидроиды и гидромедузы морских, солоноватоводных и пресноводных водоемов СССР. — М.—Л.: АН СССР, 1960 . — 626 с. — (Определители по фауне СССР, том 70). — (Переведена на английский и немецкий языки[1].)
- Наумов Д. В. Сцифоидные медузы морей СССР. — М.—Л.: АН СССР, 1961 . — 98 с. — (Определители по фауне СССР, том 75).
- Наумов Д. В., Степаньянц С. Д., Савицкая К. В. Полевой определитель планктона, в 3 томах. — Л.: ЗИН АН СССР, 1972, 1976. — Т. 1, 2.

### Научно-популярные издания
- Наумов Д. В., Яблоков А. В. 20 000 км по Индии. — М.: АН СССР, 1968. — 284 с.
- Наумов Д. В. На островах Океании. — М.: Наука, 1975. — 168 с.
- Наумов Д. В. Зоологический музей АН СССР: Краткая история и описание экспозиции. — Л.: Наука, 1980. — 112 с.
- Наумов Д. В. Мир океана. — М.: Молодая гвардия, 1982. — Т. 1. Рассказы о флоре и фауне океана. — 351 с.
- Наумов Д. В. Мир океана. — М.: Молодая гвардия, 1983. — Т. 2. Рассказы о морской стихии и освоении ее человеком. — 335 с.
- Наумов Д. В., Пропп М. В., Рыбаков С. Н. Мир корралов. — Л.: Гидрометеоиздат, 1985. — 360 с.
- Наумов Д. В., Пастернак Ф. А. Тип кишечнополостные. Тип гребневики // Жизнь животных / Под ред. Л. А. Зенкевича. — 1-е изд. — М.: Просвещение, 1968. — Т. 1. Беспозвоночные. — С. 223—334.
- Наумов Д. В., Пастернак Ф. А., Гинецинская Т. А. Тип кишечнополостные, или стрекающие // Жизнь животных / под ред. Ю. И. Полянского. — 2-е изд. — М.: Просвещение, 1987. — Т. 1. Простейшие. Кишечнополостные. Черви. — С. 154—227.

## Память
В честь Доната Владимировича Наумова были названы несколько видов и один род гидроидов:
- Bonneviella naumovi Antsulevich et Regel, 1986[12]
- Rosalinda naumovi Antsulevich et Stepanjants, 1985[13]
- Symplectoscyphus naumovi Blanco, 1969[14]
- Naumovia Stepanjants, Peña Cantero, Sheiko et Svoboda, 1997[15] (рассматривается как синоним рода Kirchenpaueria Jickeli, 1883)[16]

## Награды
- Медаль «За отвагу» (1942)[1]
- Медаль «За оборону Ленинграда»[1]